# Liste der Kreispolizeibehörden und Polizeipräsidien in Nordrhein-Westfalen
Die Liste der Kreispolizeibehörden und Polizeipräsidien in Nordrhein-Westfalen nennt die 47 Kreispolizeibehörden (davon 18 als Polizeipräsidien) in Nordrhein-Westfalen. Die Behörden sind Teil der Polizei Nordrhein-Westfalen und unterstehen dem Ministerium des Innern des Landes Nordrhein-Westfalen. Rechtsgrundlage ist die Verordnung über die Kreispolizeibehörden des Landes Nordrhein-Westfalen. Behördenleiter einer Kreispolizeibehörde ist der jeweilige Landrat, Leiter eines Polizeipräsidiums ist der Polizeipräsident. Die Zuständigkeitsgrenzen der 47 Behörden decken sich nicht immer mit denen der Kreise und kreisfreien Städte.

## Regierungsbezirk Arnsberg
| Behörde                                 | Zuständigkeitsgebiete |
| --------------------------------------- | --- |
| Kreispolizeibehörde Ennepe-Ruhr-Kreis   | Ennepe-Ruhr-Kreis ohne Witten |
| Kreispolizeibehörde Hochsauerlandkreis  | Hochsauerlandkreis |
| Kreispolizeibehörde Märkischer Kreis    | Märkischer Kreis |
| Kreispolizeibehörde Olpe                | Kreis Olpe |
| Kreispolizeibehörde Siegen-Wittgenstein | Kreis Siegen-Wittgenstein |
| Kreispolizeibehörde Soest               | Kreis Soest |
| Kreispolizeibehörde Unna                | Kreis Unna ohne Lünen |
| Polizeipräsidium Bochum                 | Kreisfreie Städte Bochum und Herne, Stadt Witten aus dem Ennepe-Ruhr-Kreis und die Landesreiterstaffeln „Westfalen“ und „Rheinland“ |
| Polizeipräsidium Dortmund               | Kreisfreie Stadt Dortmund, Stadt Lünen aus dem Kreis Unna und alle Autobahnen im Regierungsbezirk                                   |
| Polizeipräsidium Hagen                  | Kreisfreie Stadt Hagen |
| Polizeipräsidium Hamm                   | Kreisfreie Stadt Hamm |

## Regierungsbezirk Düsseldorf
| Behörde                               | Zuständigkeitsgebiete                                                                         |
| ------------------------------------- | --------------------------------------------------------------------------------------------- |
| Kreispolizeibehörde Kleve             | Kreis Kleve                                                                                   |
| Kreispolizeibehörde Mettmann          | Kreis Mettmann                                                                                |
| Kreispolizeibehörde Viersen           | Kreis Viersen                                                                                 |
| Kreispolizeibehörde Wesel             | Kreis Wesel                                                                                   |
| Kreispolizeibehörde Rhein-Kreis Neuss | Rhein-Kreis Neuss                                                                             |
| Polizeipräsidium Duisburg             | Kreisfreie Stadt Duisburg und alle Wasserstraßen in Nordrhein-Westfalen (Wasserschutzpolizei) |
| Polizeipräsidium Düsseldorf           | Kreisfreie Stadt Düsseldorf und alle Autobahnen im Regierungsbezirk                           |
| Polizeipräsidium Essen                | Kreisfreie Städte Essen und Mülheim an der Ruhr                                               |
| Polizeipräsidium Krefeld              | Kreisfreie Stadt Krefeld                                                                      |
| Polizeipräsidium Mönchengladbach      | Kreisfreie Stadt Mönchengladbach                                                              |
| Polizeipräsidium Oberhausen           | Kreisfreie Stadt Oberhausen                                                                   |
| Polizeipräsidium Wuppertal            | Kreisfreie Städte Wuppertal, Solingen und Remscheid                                           |

## Regierungsbezirk Detmold
| Behörde                       | Zuständigkeitsgebiete                                              |
| ----------------------------- | ------------------------------------------------------------------ |
| Kreispolizeibehörde Gütersloh | Kreis Gütersloh                                                    |
| Kreispolizeibehörde Herford   | Kreis Herford                                                      |
| Kreispolizeibehörde Höxter    | Kreis Höxter                                                       |
| Kreispolizeibehörde Lippe     | Kreis Lippe                                                        |
| Kreispolizeibehörde Minden    | Kreis Minden-Lübbecke                                              |
| Kreispolizeibehörde Paderborn | Kreis Paderborn                                                    |
| Polizeipräsidium Bielefeld    | Kreisfreie Stadt Bielefeld und alle Autobahnen im Regierungsbezirk |

## Regierungsbezirk Köln
| Behörde                                        | Zuständigkeitsgebiete |
| ---------------------------------------------- | --- |
| Kreispolizeibehörde Düren                      | Kreis Düren |
| Kreispolizeibehörde Euskirchen                 | Kreis Euskirchen |
| Kreispolizeibehörde Heinsberg                  | Kreis Heinsberg |
| Kreispolizeibehörde Oberbergischer Kreis       | Oberbergischer Kreis |
| Kreispolizeibehörde Rhein-Erft-Kreis           | Rhein-Erft-Kreis |
| Kreispolizeibehörde Rheinisch-Bergischer Kreis | Rheinisch-Bergischer Kreis |
| Kreispolizeibehörde Rhein-Sieg-Kreis           | Rhein-Sieg-Kreis ohne Bornheim, Rheinbach, Meckenheim, Königswinter, Bad Honnef, Swisttal, Alfter und Wachtberg                                                               |
| Polizeipräsidium Aachen                        | Städteregion Aachen |
| Polizeipräsidium Bonn                          | Kreisfreie Stadt Bonn und die Städte Bornheim, Rheinbach, Meckenheim, Königswinter und Bad Honnef sowie die Gemeinden Swisttal, Alfter und Wachtberg aus dem Rhein-Sieg-Kreis |
| Polizeipräsidium Köln                          | Kreisfreie Städte Köln und Leverkusen sowie alle Autobahnen im Regierungsbezirk                                                                                               |

## Regierungsbezirk Münster
| Behörde                         | Zuständigkeitsgebiete                                            |
| ------------------------------- | ---------------------------------------------------------------- |
| Kreispolizeibehörde Borken      | Kreis Borken                                                     |
| Kreispolizeibehörde Coesfeld    | Kreis Coesfeld                                                   |
| Kreispolizeibehörde Steinfurt   | Kreis Steinfurt                                                  |
| Kreispolizeibehörde Warendorf   | Kreis Warendorf                                                  |
| Polizeipräsidium Gelsenkirchen  | Kreisfreie Stadt Gelsenkirchen                                   |
| Polizeipräsidium Münster        | Kreisfreie Stadt Münster und alle Autobahnen im Regierungsbezirk |
| Polizeipräsidium Recklinghausen | Kreisfreie Stadt Bottrop und Kreis Recklinghausen                |